# Aulnois (Vosges)
Aulnois é uma comuna francesa na região administrativa de Grande Leste, no departamento de Vosges. Estende-se por uma área de 4,44 km². Em 2010 a comuna tinha 170 habitantes (densidade: 38,3 hab./km²).